# ياكوف زيلدوفيش
ياكوف بوريسوفيتش زيلدوفيش (بالروسية: Зельдович, Яков Борисович)‏ (23  شهر فبراير، مينسك، مقاطعة مينسك، الإمبراطورية الروسية  - 2 ديسمبر 1987، موسكو ) هو عالم كيمياء فيزيائي درس في أكاديمية العلوم في اتحاد الجمهوريات الاشتراكية السوفياتية.
درس في كلية الفيزياء والرياضيات في جامعة لينينغراد الحكومية وكلية الفيزياء والميكانيكا في معهد لينينغراد للفنون التطبيقية، أكمل الدراسات العليا في معهد الفيزياء الكيميائية التابع لأكاديمية العلوم في اتحاد الجمهوريات الاشتراكية السوفياتية في لينينغراد (1934)، كما أنه حاصل دكتوراه في العلوم الفيزيائية والرياضية (1939).